# A magyar labdarúgó-válogatott mérkőzései 1904-ben
A magyar labdarúgó-válogatott 1904-ben mindössze két mérkőzést vívott, mindkettőt Ausztria ellen.
Gillemot Ferenc szövetségi kapitány az első meccs után lemondott, utódja Stobbe Ferenc lett.

## Eredmények
| 5. mérkőzés 1904. június 2. | Magyarország                    | 3 – 0             | Ausztria | Millenáris-pálya, Budapest Nézőszám: 800 Játékvezető: Horváth Ferenc (HUN) |
| 5. mérkőzés 1904. június 2. | Pokorny 24' Koch 58' Borbás 81' | (1 – 0) Részletek |          | Millenáris-pálya, Budapest Nézőszám: 800 Játékvezető: Horváth Ferenc (HUN) |

| 6. mérkőzés 1904. október 9. | Ausztria                             | 5 – 4             | Magyarország                         | Cricketer-pálya, Bécs Nézőszám: 2 000 Játékvezető: Theodor Holley (ENG) |
| 6. mérkőzés 1904. október 9. | Stansfield 23' 53' 67' 73' Bugno 27' | (2 – 3) Részletek | Károly 4' Pokorny 30' 42' Borbás 84' | Cricketer-pálya, Bécs Nézőszám: 2 000 Játékvezető: Theodor Holley (ENG) |

## Lásd még
- A magyar labdarúgó-válogatott mérkőzései (1902–1929)
- A magyar labdarúgó-válogatott mérkőzései országonként